# پل طینوج
پل طینوج مربوط به دوره صفوی است و در شهرستان قم، بخش خلجستان، روستای طینوج واقع شده است. این اثر در تاریخ ۹ اردیبهشت ۱۳۸۲ با شماره ثبت ۸۶۳۸ به عنوان یکی از آثار ملی ایران به ثبت رسیده است.